# 克拉鲁河畔卡尔穆
克拉鲁河畔卡尔穆是巴西米纳斯吉拉斯州的一个市镇。总面积1064.79平方公里，总人口19480人，人口密度18.3人/平方公里。